# Казкова Русь
«Казкова Русь» (рос. Сказочная Русь) — український політсатиричний 3D-мультсеріал від студії «Квартал 95» та «Animagrad», створений за технологією захоплення руху. Вперше з'явився у програмі «Вечірній Київ» на телеканалі «1+1» 16 листопада 2012 року. З 29 березня 2013 року до осені 2015 року виходив самостійно.
Серіал складається з 8 сезонів. Остання серія вийшла в етер 30 грудня 2016 року.

## Сюжет
Події відбуваються у Казковій Русі, де розповідають про події в Україні в сатиричному вигляді, і висміюються політики.

## Перший сезон
1. Пошук трону (16.11.2012)
2. Замах на Симоненіна (23.11.2012)
3. Проблема погашення боргу країни МВФ (30.11.2012)
4. «Мундіаль по колобку» — 2012 (07.12.2012)
5. Врятування Юлії Прехитрої (14.12.2012)
6. Кінець світу скасовується (21.12.2012)
7. Новий рік, Донбас-Стайл (28.12.2012)

## Другий сезон
(Виходив як самостійний проект або як рубрика у передачі «Київ Вечірній»)
1. Восьме березня (29.03.2013)
2. Повернення боргу змію Олігархичу, та конкурс краси (29.03.2013)
3. Борг за природний квас (05.04.2013)
4. Проблема із дорогами, Патрульна служба (12.04.2013)
5. Хворобу голови лікує знахар Коморович (12.04.2013)
6. Сватання Тягнібика (19.04.2013)
7. Бугай-Віталій vs Богатир Валабуєв (10.05.2013)
8. Басурманобачення (17.05.2013)
9. Першотравень (24.05.2013)
10. Пошук царя після бенкету та переведення годинника (24.05.2013)
11. Хто Лідер опозиції? (31.05.2013)
12. Лікування Юлі (07.06.2013)
13. ТВ-шоу Казкової Русі (07.06.2013)
14. Збір грошей до казни на ремонт доріг (14.06.2013)
15. На Русі всі кажуть правду (14.06.2013)
16. Золота Рибка (21.06.2013)
17. Літній відпочинок (21.06.2013)
18. Пошук чорного золота (28.06.2013)
19. Мульт про мульт (05.07.2013)

## Третій сезон
(перші серії вийшли як самостійний проект)
1. День Залежності (23.08.2013)
2. Євроінтеграція, або як Юля Прехитра знайшла вікно в Європу (23.08.2013)
3. В Ізраїлі: біля Стіни Плачу (30.08.2013)
4. В Ізраїлі: пошук договору (30.08.2013)
5. Допомога Князю Володимиру в підготовці до Олімпіади в Сочі 2014 року (06.09.2013)
6. Спадщина 1 мільйон доларів США, або «Як Тягнибик став руським» (06.09.2013)
7. Пошук Британської Корони (13.09.2013)
8. Азіров сватається до королеви (13.09.2013)
9. У Китаї: Секрет Довголіття (20.09.2013)
10. У Китаї: Юля та її копія (20.09.2013)
11. Лікування Юлії Прехитрої у Німеччині (27.09.2013)
12. Геополітичний Вибір: Росія чи Європа? (27.09.2013)
13. Олімпійські Ігри (04.10.2013)
14. Льоня Чорнокнижник у ролі Зевса (04.10.2013)
15. В Бацькорусі. Частина 1 (18.10.2013)
16. В Бацькорусі. Частина 2 (18.10.2013)
17. В Америці: спроба повернути Аляску (25.10.2013)
18. В Америці: казино (25.10.2013)
19. На Сході: пошук квасу (22.11.2013)
20. На Сході: казки Шехерезади (22.11.2013)
21. В Італії: шопінг (29.11.2013)
22. В Італії: мафія (29.11.2013)
23. Султан сватає Юлю (06.12.2013)
24. РоксоЮля править в Туреччині (06.12.2013)
25. У Трансільванії. Частина 1 (20.12.2013)
26. У Трансільванії. Частина 2 (20.12.2013)
27. Новорічний вогник. Частина 1 (27.12.2013)
28. Новорічний вогник. Частина 2 (03.01.2014)
29. Новорічний вогник. Частина 3 (10.01.2014)
30. Новорічний вогник. Частина 4 (17.01.2014)

## Четвертий сезон (Нова історія)
1. Втеча Віктора II. Частина 1 (21.03.2014)
2. Втеча Віктора II. Частина 2 (21.03.2014)
3. Вітя «Пригуновіч» (28.03.2014)
4. Юля шукає роботу (28.03.2014)
5. Крим (04.04.2014)
6. Якби я була царицею (04.04.2014)
7. Марс атакують (11.04.2014)
8. Розвинений Крим. Частина 1 (11.04.2014)
9. Шкала народної недовіри (25.04.2014)
10. Розвинений Крим. Частина 2 (25.04.2014)
11. Золотий батон (02.05.2014)
12. Варіанти царів (02.05.2014)
13. Ростовський бранець (09.05.2014)
14. Економія (09.05.2014)
15. Золота рука (16.05.2014)
16. Зоряний воїн (16.05.2014)
17. 12 унітазів. Частина 1 (23.05.2014)
18. 12 унітазів. Частина 2 (23.05.2015)
19. День Тиші (30.05.2014)
20. Щоб пам'ятали (30.05.2014)
21. ВИБОРОбачення (06.06.2014)
22. Любов і кролики (06.06.2014)
23. Ах, Одеса… Частина 1 (13.06.2014)
24. Ах, Одеса… Частина 2 (13.06.2014)
25. Жити по-новому (20.06.2014)
26. Пора в путь-дорогу (20.06.2014)
27. Алло, Гараж… Частина 1 (27.06.2014)
28. Алло, Гараж… Частина 2 (27.06.2014)

## П'ятий сезон (Корона української імперії або нові пригоди Невловимих)
1. День Незалежності. Частина 1
2. День Незалежності. Частина 2
3. Я втомився, я йду. Частина 1
4. Я втомився, я йду. Частина 2
5. Старі-розбійники
6. Бугай Віталя і Таємна Кімната
7. Те саме місце
8. Операція «Г»
9. Троє зі скриньки
10. Ситий голодному не товариш
11. Мобілізація
12. Чарівний рупор
13. Люстрація
14. Пропажа
15. Піди туди, не знаю куди
16. Музей воскових фігур Місьє Вітьє
17. Хочеш бути здоровим — загартовуйся
18. Порро
19. Багаті теж плачуть
20. Стіна
21. Народний гнів
22. Культурна револіція
23. Вибори в Малинівці. Частина 1
24. Вибори в Малинівці. Частина 2
25. Європейський експрес
26. Канікули в ПростоРАШИНО
27. Ревізор
28. Перевертень
29. На одну зарплату
30. Задом в майбутнє
31. Сам вдома
32. Люди у чоткому
33. Святий Миколай
34. Грошове дерево
35. Корпоративна ніч. Частина 1
36. Корпоративна ніч. Частина 2
37. Президенти удачі. Частина 1
38. Президенти удачі. Частина 2
39. Ніч перед Різдвом. Частина 1
40. Ніч перед Різдвом. Частина 2
41. Десять Депутят. Частина 1
42. Десять Депутят. Частина 2

## Шостий сезон (Звездануті Війни)
1. Камера. Мотор. Зйомки.
2. Марс допомагає
3. Інспектор Гаджет
4. Шило на мило
5. Службовий роман. Частина 1
6. Службовий роман. Частина 2
7. Нормандська четвірка
8. Хоббіт. Туди і звідти
9. Універ
10. День Царька
11. В'язень замку «ЕФ»
12. Секретний об'єкт
13. 1 Квітня
14. З Траншем по Життю
15. У Пошуках капітана Гаранта. Частина 1
16. У Пошуках капітана Гаранта. Частина 2
17. Привид замку «М»
18. Ефект Метелика
19. Два плюс Три
20. Два плюс Три… Та інші
21. Парад-Алле
22. Давайте Мінятися
23. Казка про Заснулого царевича
24. З Річницею
25. Глас Народу
26. Голос Ці
27. Мотопробіг
28. Місія Нездійсненна
29. Декомунізація
30. Що посієш, те й пожнеш
31. Раніше сядеш — Раніше вийдеш
32. Мульти-Оскар

## Сьомий сезон (Люди ХА—ХА)
1. Я знаю, як ви провели це Літо
2. Місце Зустрічі Змінити не Можна
3. Пояс Мера
4. Не Смішіть мої Помідори
5. Мисливці за Комунізмом
6. Брюссельський Грип
7. Діамантовий Губернатор
8. Напишіть мені петицію
9. Судний День. Частина 1
10. Кошмар на вулиці Банковій
11. Судний День. Частина 2
12. Каска
13. СуперМер
14. Бідні Виродичі
15. Людське Серце
16. Дежавю
17. Смішне Відео
18. АрсеНіанін
19. Чарівний Пендель
20. «Прикметний» Новий Рік
21. Іграшка
22. Пограбування по-українськи або Операція «Ї»
23. Новорічний Дефолт

## Восьмий сезон (Шалений Бакс: Дорога Жадібності)
1. Плутанина
2. Провал Євробачення
3. Ліквідація
4. Вибори Обами
5. Жив Собі Яц
6. Брекзит
7. Верховний Ковчег або Невтопимі
8. Династичний шлюб
9. Острів Скарбів
10. Аукціон Небувалої Щедрості
11. Експеримент
12. БезВізовий Режим
13. Новорічний Переполох
14. Бої без Правил
15. Політичний Оскар

## Персонажі
- Віктор I — колишній цар Казкової Русі, попередник Віктора II. Днинськи розсиджує на своєму кріслі. Володіє величезною пасікою. Прототип — Віктор Ющенко.
- Віктор II — колишній цар Казкової Русі. Носить спортивний костюм. Завжди, коли дізнається про настання чого-небудь, стверджує, що знав про це. Прототип — Віктор Янукович.
- Канцлер Азіров — радник колишнього царя. Завжди оповіщує Віктора II. Розмовляє на суржику («азірівкою»). Прототип — Микола Азаров.
- Юля Прехитра — колишня полонянка високої вежі. Прототип — Юлія Тимошенко.
- Канцлер Сеня (Кролик Сеня). Прототип — Арсеній Яценюк.
- Пан Листвин — колишній голова боярської ради (попередник Рибака). Прототип Листвина — Володимир Литвин, а боярської ради  — Верховна Рада України.
- Бугай Віталік — казковоруський богатир. Прототип — Віталій Кличко.
- Граф Турчин — виконувач обов'язків царя. Прототип — Олександр Турчинов.
- Цар Петро I Олексійович (Пєтя Порох) — Новий цар Казкової Русі. Завідувач шоколадної фабрики «Poroshen». Прототип — Петро Порошенко.
- Міхо Саахашвілі — радник Петра I. Прототип — Міхеіл Саакашвілі.
- Мустафа Наєл — песик Глашатая Шустрого. Прототип — Мустафа Найєм.
- Паша Общак — прототип — Павло Лазаренко.
- Захарій Ясний Беркут — начальник таємної поліції. Прототип — Віталій Захарченко.
- Че ГеЮра (Луцик) — гаркавий міліціонер, колишній полонений високої вежі. Прототип — Юрій Луценко.
- Олег Шляшко (Суперляш) — супергерой, як головну зброю використовує вила. Прототип — Олег Ляшко.
- Тягнибик — казковоруський лицар. Прагнув визволити Юлю Прехитру з вежі. Прототип — Олег Тягнибок.
- Пан Рибак — колишній голова боярської ради. Прототип — Володимир Рибак.
- Льоня Чорнокнижник — прототип — Леонід Черновецький.
- Симоненін — казковоруський розбійник. Стоїть на сторожі мавзолею. Прототип — Петро Симоненко.
- Нестор Красунчик — прототип — Нестор Шуфрич.
- Гєша Харківський — прототип — Генадій Кернес.
- Міша Харківський — прототип — Михайло Добкін.
- Баба Наташа — живе, як і Баба-Яга, у лісовій хатині на курячій ніжці. Прототип — Наталія Королевська.
- Балда Шева — казковий балда, майстер гри у колобка. Служить Бабі Наташі. Прототип — Андрій Шевченко, (який на парламентських виборах в Україні 2012 року до був другим номером, одразу за Наталією Королевською, у списку партії Наталії Королевської «Україна — Вперед!»[1]. Прототипом гри у колобок є футбол.
- Остап — ступка баби Наташі. Прототип — Остап Ступка, (який на виборах до Верховної Ради України 28 жовтня 2012 року був третім номером у списку партії Наталії Королевської «Україна — Вперед!»[2].
- Тася — муза Віктора II. Прототип — Таїсія Повалій, яка на виборах до Верховної Ради України 28 жовтня 2012 року була другим номером, одразу за Миколою Азаровим, у списку Партії регіонів[3][4][5][6][7].
- Пані Фуріон — сувора вчителька. Прототип — Ірина Фаріон.
- Сарай Обама — американський шериф. Прототип — Барак Обама.
- Ангела Циркуль — прототип — канцлер Німеччини Ангела Меркель.
- Князь Володимир Червоне Сонечко — керівник сусідньої держави — Зазаборья. Продає природний квас. Прототип — Володимир Путін, президент Російської Федерації, яка в Україну постачала природний газ.
- Ведмідь Бурий — ручний ведмідь (рос. медведь) князя Володимира. Прототип — Дмитро Медведєв.
- Хан Аксьон — кримський хан, слуга Володимира. Прототип — Сергій Аксьонов.
- Олександр Григорович Картошенко — голова сусідньої держави — Бацькарусі. Прототип — Олександр Лукашенко, президент Білорусі.
- Картофан — прототип — син Олександра Лукашенко, Микола.
- Сосєд Сергєєв — прототип — Сергій Сосєдов.
- Жирік — придворний блазень Володимира. Прототип — Володимир Жириновський.
- Дмитро Кисель (Кисель Кисельов) — прототип — Дмитро Кисельов.
- Глашатай Шустрий — Ведучий програми «Шустрий live». Прототип — Савік Шустер.
- Айран Настаканов — бармен у Пекельній Корчмі. Прототипи — Арам Мнацаканов та його кулінарне шоу «Пекельна кухня».
- Катерина Остряча — ведуча програми «Свинське життя». Носить з собою свинку-скарбничку. Прототипи — Катя Осадча та її телепрограма «Світське життя».
- Ольга Вермут — прототип — Ольга Фреймут.
- Знахар Комарович — лікар. Прототип — Євген Комаровський.
- Тітушки — представники Тітульної нації, люди Віктора II. Прототипи — Тітушки.
- Леонід I та Леонід II — два колишніх царя Казкової Русі. Прототипи — Леонід Кравчук та Леонід Кучма.
- Олігархович — казковоруський трьохголовий змій, живе у ексклюзивній печері. Його прототипом є Змій Горинич, а прототипами голів змія є Рінат Ахметов, Ігор Коломойський та Дмитро Фірташ.
- Князь Ігор — прототип — Ігор Коломойський.
- Барига Рінат — прототип — Рінат Ахметов.
- Фіра, Піня, Льова — прототипи — Дмитро Фірташ, Віктор Пінчук та Сергій Льовочкін.
- Арсен Фейсбуков — міністр внутрішніх справ, що постійно проводить час в Інтернеті. Прототип — Арсен Аваков.
- Олег Царіков — царьок Недоросії. Прототип — Олег Царьов.
- Цезар Палич (Шпонка) — прототип — Віктор Пшонка.
- Супергерой Шкіряк — прототип — Зорян Шкіряк.
- Віктор Інопланетянович Марсіаненко — житель Марса, міністр здоровоохороних сил і МВС, глава НБУ і канцлер.

## Ролі озвучували
- Володимир Зеленський — оповідач
- Євген Сінчуков — Віктор II (1—6 сезони)
- Юрій Великий — Віктор II (із 7 сезону), Олег Шляшко (із 2 сезону), Че ГеЮра, Гєша Харківський, інші
- Кирило Нікітенко — канцлер Азіров
- Олена Кравець — Баба Наташа (1—5 серії 1 сезону)
- Тетяна Антонова — Баба Наташа (6—7 серії 1 сезону), Юля Прехитра (1 сезон)
- Юлія Максименко — Баба Наташа (із 2 сезону), Юля Прехитра (із 2 сезону), інші
- Андрій Альохін — Шустрий
- Юрій Коваленко — Віктор I, Леонід I, Леонід II, прокурор Щокін, інші
- Андрій Мостренко — Симоненін, Олігархович, Петро I, князь Ігор, інші
- Дмитро Гаврилов — князь Володимир, Тягнибик, Сеня, Бугай Віталя, Сарай Обама, Олег Шляшко (1 сезон), інші
- Катерина Башкіна — Ангела Циркуль, інші
- Віталій Дорошенко — Пан Рибак
- Катерина Брайковська — Ольга Вермут
- Юрій Кудрявець — Остап, Арсен Фейсбуков, інші
- Роман Чорний — Дмитро Кисель, інші

## Українське багатоголосе закадрове озвучення
Українською мовою було повністю озвучено багатоголосим закадровим озвученням на студії «Так Треба Продакшн» на замовлення телеканалу «Квартал TV». Ролі озвучували: Володимир та Дмитро Терещуки, Павло Лі та Наталя Задніпровська.

## Цікаві факти
- Заставка мультсеріалу (з 2-го сезону) містить відсилання до таких фільмів:
  - У 2-му сезоні — «Іван Васильович змінює професію»
  - У 3-му сезоні (перші серії) — «Діамантова рука»
  - У 4-му сезоні — «Матриця: Перезавантаження»
  - У 5-му сезоні — «Невловимі месники»
  - У 6-му сезоні — «Зоряні війни: Повернення джедая»
  - У 7-му сезоні — «Люди Ікс»
  - У 8-му сезоні — «Шалений Макс: Дорога гніву»

## Критика
- Тупі стріли у бік «біло-блакитних», або Псевдосатира «Кварталу» [Архівовано 26 січня 2013 у Wayback Machine.]. «Україна Молода». Номер 184 за 07.12.2012.